# Катастрофа Convair CV-240 в Ла-Манше
Катастрофа Convair CV-240 в Ла-Манше — авиационная катастрофа, произошедшая 19 июня 1954 года. Авиалайнер Convair CV-240-4 авиакомпании Swissair выполнял рейс по маршруту Женева—Лондон, когда во время полёта над Ла-Маншем самолёт выработал всё топливо и у него отказали оба двигателя. Экипаж совершил успешное аварийное приводнение в Ла-Манше, во время которого все 9 человек (5 пассажиров и 4 члена экипажа) на борту выжили, однако во время эвакуации утонули трое пассажиров. Все выжившие 6 человек получили ранения.

## Самолёт
Convair CV-240-4 (регистрационный номер HB-IRW) был выпущен в 1948 году. 9 декабря того же года был доставлен в авиакомпанию KLM с регистрационным номером PH-TEA, где получил имя Adriaan van Ostade. 28 ноября 1953 года был куплен Swissair за 2 270 000 швейцарских франков. В Swissair получил регистрационный номер HB-IRW и имя Ticino. Оснащён двумя поршневыми двигателями Pratt & Whitney R-2800 Double Wasp.

## Экипаж и пассажиры
Экипаж состоял из командира, второго пилота и двух бортпроводников. Также на борту находилось пятеро пассажиров, все они были гражданами Великобритании. В качестве пассажира на борту находился 10-летний ребёнок.
| Гражданство    | Пассажиры | Экипаж | Всего |
| -------------- | --------- | ------ | ----- |
| Великобритания | 5         | 0      | 5     |
| Швейцария      | 0         | 4      | 4     |
| Всего          | 5         | 4      | 9     |

## Хронология событий

### Предшествующие обстоятельства
Перед выполнением разбившегося рейса самолёт выполнял обратный рейс из Лондона в Женеву. Самолёт не израсходовал всё топливо по прибытии в Женеву, и было решено не заправлять его, посчитав, что его хватит для полёта в Лондон.

### Вылет, отказ двигателя и приводнение
Во время полёта над Ла-Маншем на высоте 3650 метров экипаж заметил, что приборы показывают низкий уровень топлива в баках. Вскоре отказал и остановился левый пропеллер. Пилоты решили, что произошла утечка топлива, и начали снижать самолёт. Вскоре отказал и правый пропеллер. Экипаж сообщил авиадиспетчерам об аварийной ситуации, но долететь до берега и совершить аварийную посадку не было возможности. Пилоты совершили успешную аварийную посадку на воду в 2,4 километров от берега. Во время приводнения все находившиеся на борту 9 человек выжили, но в процессе эвакуации утонули трое пассажиров.

### Спасательная операция
После приводнения самолёт оставался на плаву ещё 15 минут, прежде чем утонуть. На борту самолёта не было спасательных жилетов, поскольку они были необязательны на полётах, где время полёта над водой занимает меньше 30 минут. Три пассажира не умели плавать, и они утонули. Выживших спасли через 45 минут после приводнения. Все они получили ранения.

## Причина
Причиной аварии была названа ошибка экипажа. Перед полётом пилоты не выполнили чек-листы и не проверили уровень топлива в баках. В результате пилоты не знали, что самолёт не заправлялся в Женеве и не имел достаточно топлива для полёта в Лондон.

## Последствия
Мастерство пилотов при аварийной посадке было высоко оценено, однако Swissair уволила обоих пилотов за то, что они не проверили чек-листы перед взлётом, что и привело к катастрофе.
ИКАО изменила правила, согласно которым все воздушные суда должны быть оснащены спасательными жилетами, а во время длинных полётов на участках воды бортпроводники обязаны показать пассажирам, как ими пользоваться.
Катастрофа также породила насмешливую шутку среди швейцарцев, что «HB» (первые две буквы регистрационного номера в Швейцарии) означает на швейцарском языке «Häsch Benzin?» («Hast du Benzin?» на немецком языке или «Есть ли у тебя бензин?» на русском языке).